# PlayStation Vita TV
PlayStation Vita TV（缩写为PSVita TV），在亚洲以外的国家称为PlayStation TV（简称PS TV），是一款微型游戏机。其为PlayStation Vita掌上游戏机的非手持主机版本。它于2013年11月14日在日本发布 ，于2014年10月14日在北美发布，于2014年11月14日在欧洲和大洋洲发布。
PSVita TV可以运行许多PlayStation Vita游戏和应用程序，通过DualShock 3或DualShock 4手柄进行控制。游戏及应用程序可以使用物理卡带或通过PlayStation Store在线下载。但是，并非所有游戏及应用程序内容都与PSVita TV设备兼容，因为这些游戏及应用程序需要使用PS Vita设备中的某些功能（例如陀螺仪和麦克风），而PSVita TV没有这些功能。
“PlayStation TV”在日本曾为一种PlayStation 3试玩亭的名称，配有一个PS3主机，一块高清液晶显示器和两个DS3手柄。

## 历史
该主机于2013年11月14日在日本上市，以9954日元（含税）的价格出售。而另外一种配备8 GB的PS Vita存储卡和一个DualShock 3手柄的捆绑版本零售价为14994日元（含税）。
索尼电脑娱乐公司首席执行官安德鲁·豪斯表示索尼希望能够使用PSVita TV打入中国游戏市场。在2013年时，中国大陆市场禁止销售电子游戏机。PSVita TV于2014年1月16日在其他五个东南亚国家和香港地区发布。在E3 2014上，索尼公布该主机将于2014年第三季度在北美和欧洲推出，名称为PlayStation TV。最终在2014年Gamescom展会上宣布了北美及欧洲地区的最终发行日期。
3.15版本系统软件更新于2014年4月30日发布，该版本新增支援PSVita TV远程串流PS4游戏，而注册地在亚洲及日本以外的PSN账户当时尚未支援PS4远程播放功能。至2014年10月，随着3.30版本系统固件更新的发布，该功能也可用于日本及亚洲地区以外的PlayStation Network帐户，该系统固件也在系统菜单中将这些地区的PSVita TV重命名为PS TV。
PSVita TV上的PlayStation Now功能在北美于2014年10月14日开始公开测试，主机也在当天于北美开始发售。
2015年3月底，索尼在欧洲将PS TV的价格下调了40%至59.99欧元。同一周内PS TV在欧洲的销售额增长了1272％。
2016年2月29日，Engadget报道索尼停止在日本发售PSVita TV。索尼之后确认PS TV在美洲和欧洲已于2015年底停止发货，但日本之外的亚洲部分国家和地区将暂时继续销售。

## 功能

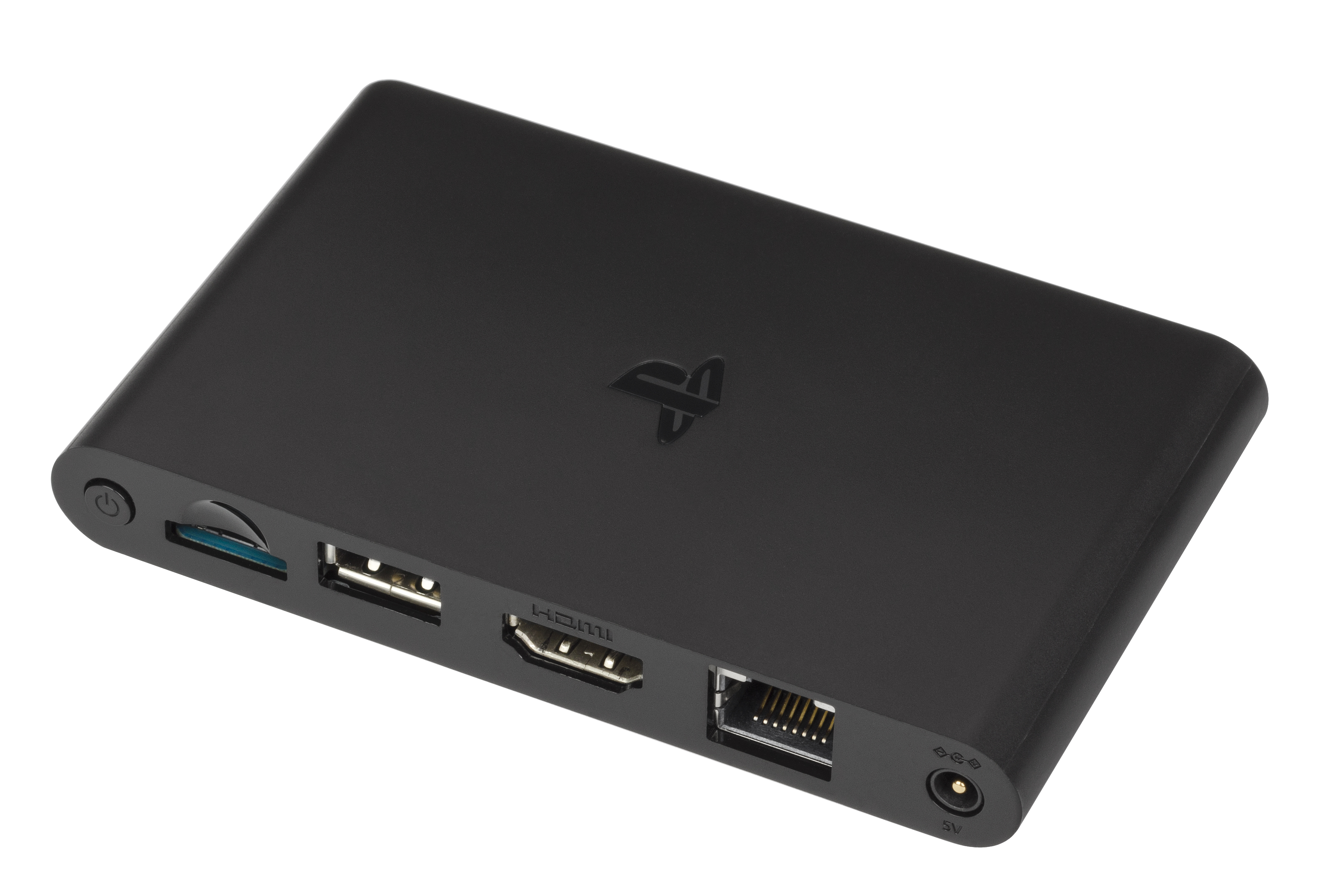
PlayStation Vita TV的接口

主机通过HDMI连接显示器，而并非通过内置屏幕。使用者可以使用DualShock 3手柄进行控制（在2014年3月25日发布的3.10固件更新新增了对DualShock 4手柄的支持），由于手柄缺少许多PlayStation Vita的功能，部分需要这些功能的游戏及应用程序无法在PSVita TV上运行。列如部分使用PlayStation Vita的麦克风、摄像头、陀螺仪功能的游戏，将无法在PSVita TV上运行。该设备可以兼容100多款PlayStation Vita游戏。同时支持许多通过PlayStation Store下载的PlayStation Portable、PlayStation以及PC Engine游戏，以及从PlayStation Now服务串流的PlayStation 3游戏。索尼称该主机在技术上为VTE-1000系列，以区别于便携式PCH-1000/2000系列的PS Vita型号。
根据SCE软件开发第二部门的总监島田宗毅的说法，最初的PCH-1000系列PlayStation Vita已经包含了一个最高支持1080i分辨率的升采样器。然而，他决定放弃直接从PCH-1000系列的PSV中输出画面的想法，转而支持新发售一款PlayStation Vita TV主机作为独立的可输出至其他显示器的PSV主机设备。而PCH-1000系列机器的内置升采样器已在PCH-2000系列的PlayStation Vita设备中删除。
主机支持与PlayStation 4进行远程游玩，该功能可以让PlayStation 4上的游戏串流至PSVita TV，同时允许玩家串流来自视频服务的内容，例如Hulu和Niconico。也可以远程访问PlayStation 4的PlayStation Store。PSVita TV的PS4 Remote Play功能需要PS4的固件版本为1.70及以上才可以正常游玩。PSVita TV主机包含了PS Vita设备的一些功能，如网页浏览器和电子邮件客户端。索尼计划在未来为PSVita TV增加媒体服务器和DLNA远程传输视频流、图像或音频文件的功能。
主机的尺寸为6.5厘米×10.5厘米，约为一副扑克牌的大小。
它使用（同时附带）与原装PlayStation Portable相同的型号和类型的电源适配器。

## 评价
《PC World》 称PSVita TV可能是索尼最令人兴奋的新产品之一，它可以为PS4提供重要的优势。
各家媒体的评论员都将PSVita TV设备与其他微型游戏机或机顶盒进行了比较，包括流媒体设备（如Apple TV和Chromecast）以及其他微型游戏机，如Ouya。《时代杂志》称该主机可以用其高质量的游戏库与其他微型主机竞争。但在发布时，PSVita TV仅支持部分PS Vita游戏，这对PSVita TV的早期评论产生了负面影响。
PlayStation Vita TV与PlayStation 4一起赢得了日本设计促进协会的2014好設計獎。
PlayStation TV在日本发行的首周销售了42172台 PlayStation Vita TV与《噬神者2》同时发布，提高了PSVita TV的销量。

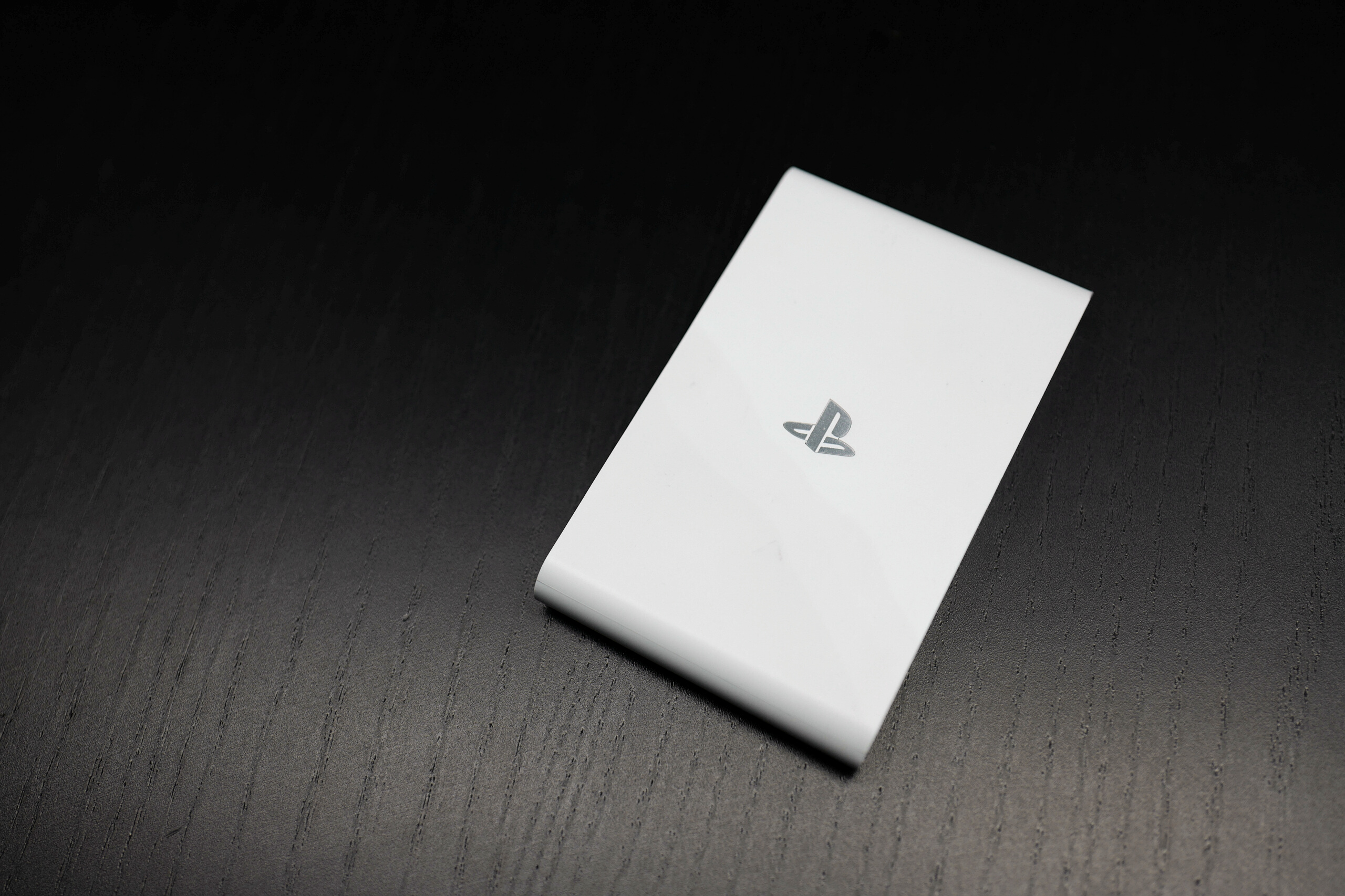
白色款PSVita TV
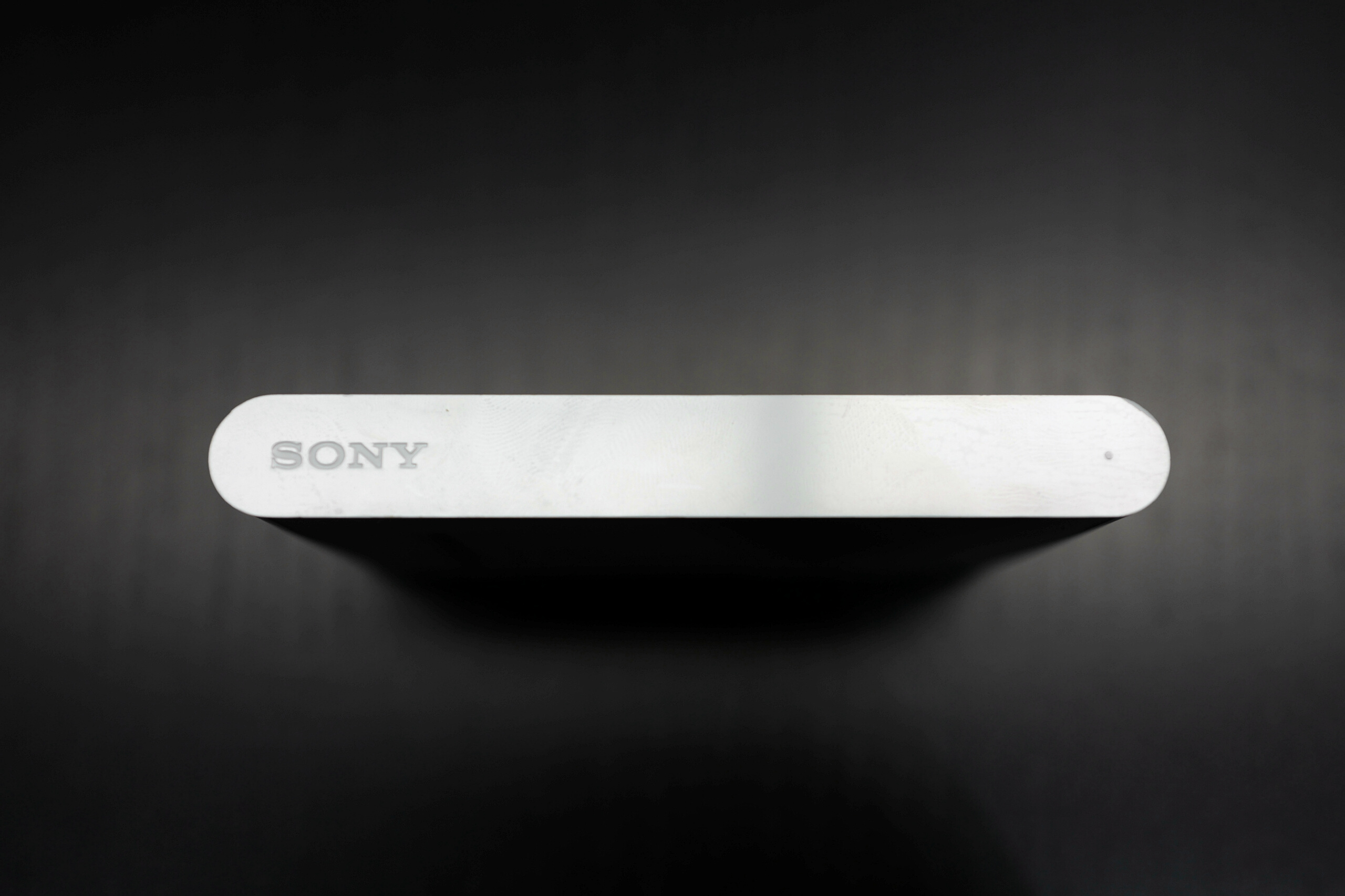
PSVita TV正面
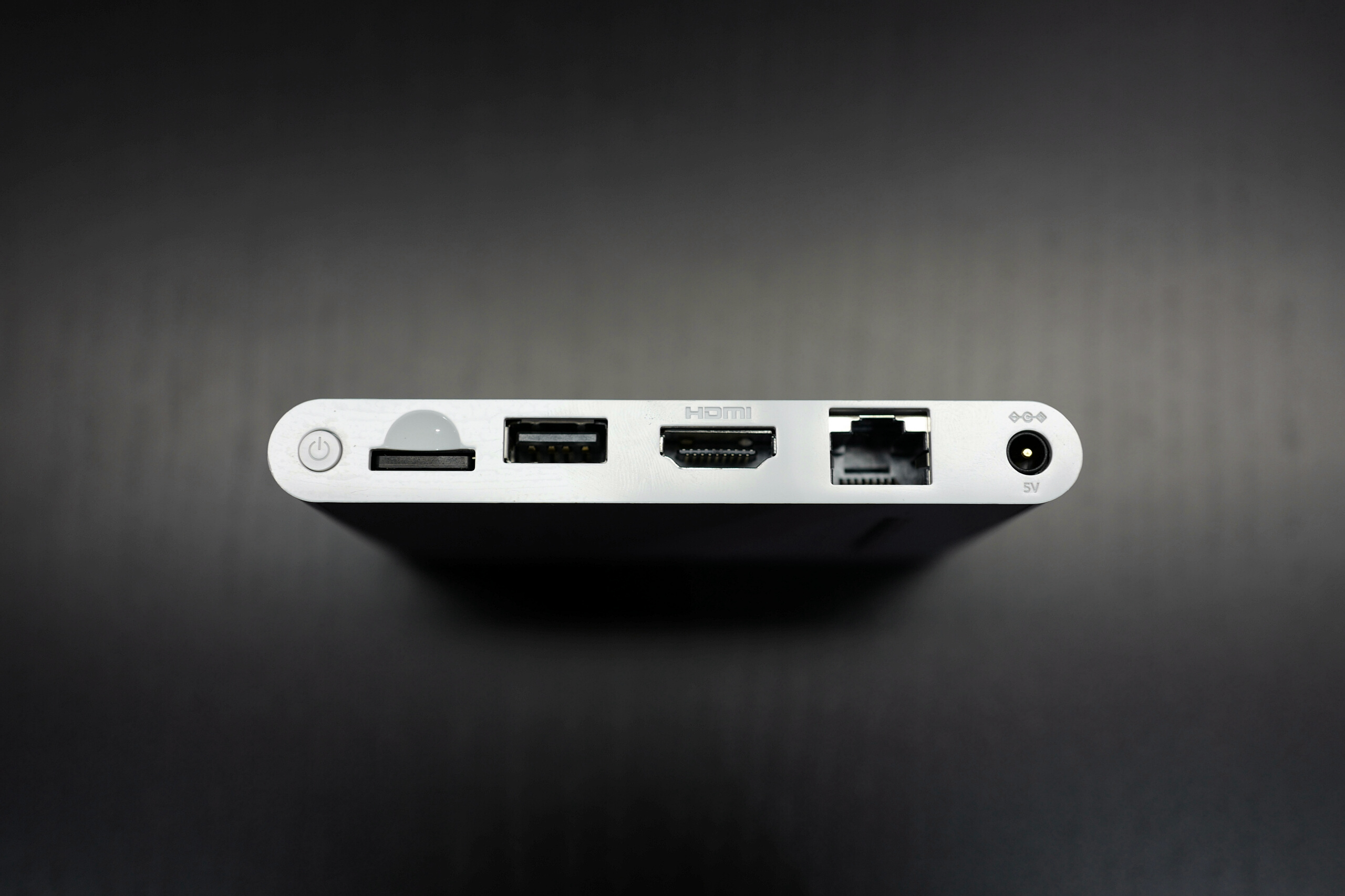
背部接口，左起依次为开关按钮、PSV存储卡、USB接口、HDMI接口、RJ45接口与电源接口
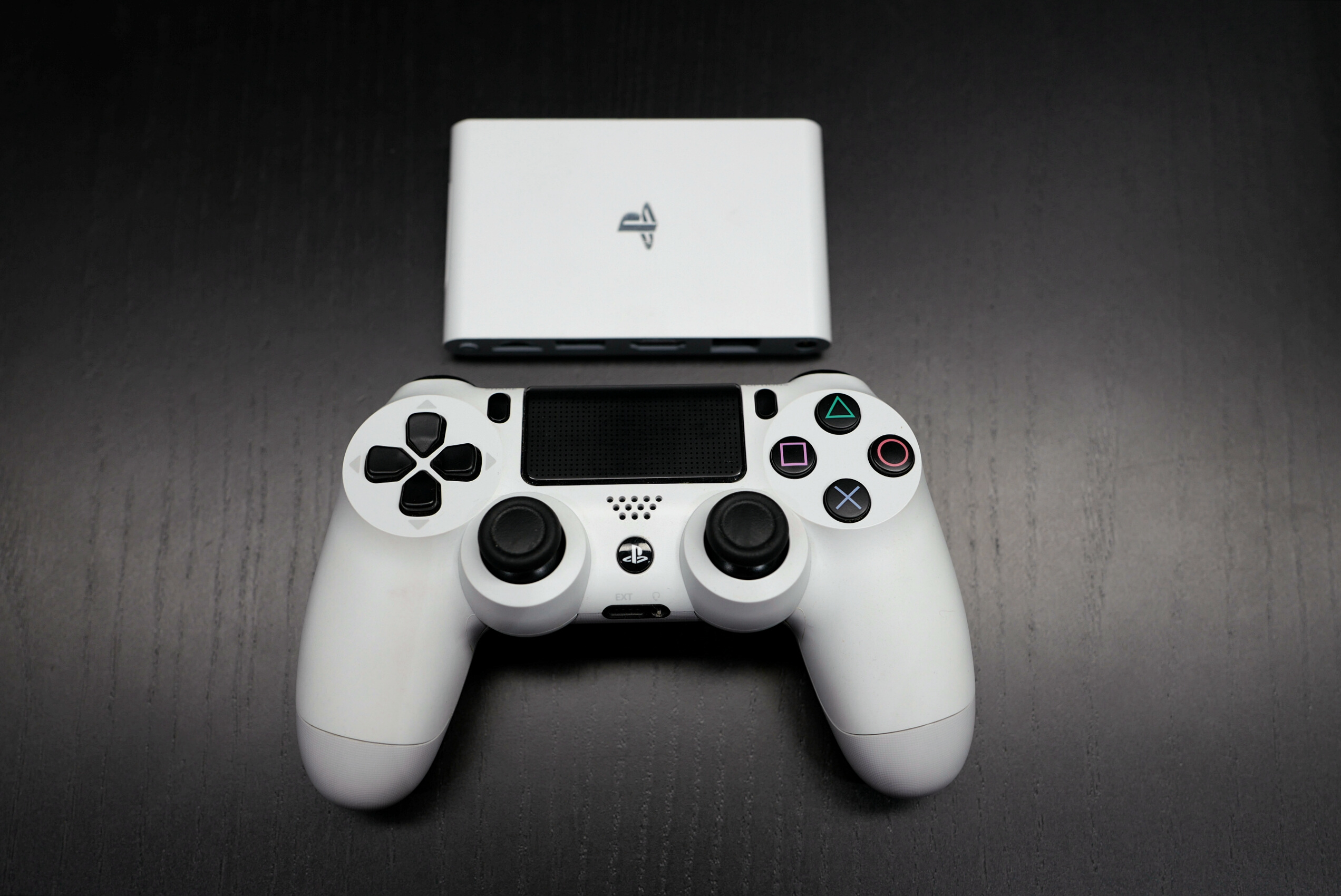
PSVita TV主机与DS4手柄